# Howards' Way
Howards' Way è una serie televisiva britannica in 78 episodi trasmessi per la prima volta nel corso di 6 stagioni dal 1985 al 1990.

## Trama
Tarrant (cittadina costiera immaginaria), costa sud dell'Inghilterra. La famiglia Howard è composta da Tom, dalla moglie di Jan e dai figli adulti Leo e Lynne. Tom è risultato in esubero nella sua professione di progettista di aerei dopo venti anni e non è disposto a rientrare di nuovo nella corsa al successo. Appassionato di vela, Tom decide di inseguire il suo sogno di progettare e costruire barche e utilizza la sua indennità di licenziamento investendola nella società in difficoltà Mermaid Boat Yard, gestita da Jack Rolfe, un tradizionalista burbero, e da sua figlia Avril. Tom si trova immediatamente in conflitto con Jack, che ha un risentimento nei confronti delle nuove idee di Tom sui design che, secondo lui, minacciano il business, ma ha un alleato in Avril, che si rivela essere la vera forza trainante.
Altri personaggi importanti introdotti nel corso della prima serie sono Kate Harvey, la madre sensibile e solidale di Jan, l'intrigante milionario uomo d'affari Charles Frere e la famiglia Urquhart, ricca ma infelice. Gerald è un mago della finanza e il braccio destro di Charles Frere. Polly, un'amica di Jan, è una moglie annoiata preoccupata di preservare il suo status sociale e la figlia Abby è una donna a tratti imbarazzante che è tornata a Tarrant dopo aver completato la sua formazione in una scuola svizzera e che stabilisce un rapporto di amicizia con Leo Howard. A differenza degli Howard, gli Urquharts hanno diversi segreti da nascondere. Il matrimonio tra Gerald e Polly è una farsa, un accordo per coprire il fatto che Gerald è bisessuale, per dargli rispettabilità nel mondo degli affari, e per dare un nome ad Abby, figlia illegittima di Polly dopo una relazione all'università. Abby si rivela poi essere incinta, dopo una breve relazione in Svizzera.
La serie vede questo modello narrativo per il resto delle stagioni: la combinazione di storie melodrammatiche standard che coinvolgono drammi familiari, romanticismo e relazioni extraconiugali con connessioni a trame aziendali e intrighi di potere.

## Personaggi e interpreti
- Jan Howard (78 episodi, 1985-1990), interpretato da Jan Harvey.
- Ken Masters (78 episodi, 1985-1990), interpretato da Stephen Yardley.
- Jack Rolfe (78 episodi, 1985-1990), interpretato da Glyn Owen.
- Avril Rolfe (78 episodi, 1985-1990), interpretata da Susan Gilmore.
- Leo Howard (78 episodi, 1985-1990), interpretato da Edward Highmore.
- Bill Sayers (75 episodi, 1985-1990), interpretato da Robert Vahey.
- Gerald Urquhart (73 episodi, 1985-1990), interpretato da Ivor Danvers.
- Charles Frere (72 episodi, 1985-1990), interpretato da Tony Anholt.
- Kate Harvey (69 episodi, 1985-1990), interpretata da Dulcie Gray.
- Abby Hudson (65 episodi, 1985-1990), interpretata da Cindy Shelley.
- Tom Howard (61 episodi, 1985-1989), interpretato da Maurice Colbourne.
- Polly Urquhart (55 episodi, 1985-1989), interpretata da Patricia Shakesby.
- Sir John Stevens (41 episodi, 1985-1990), interpretato da Willoughby Gray.
- Lynne Howard (38 episodi, 1985-1990), interpretata da Tracey Childs.
- Sarah Foster (31 episodi, 1986-1988), interpretata da Sarah-Jane Varley.
- Sir Edward Frere (29 episodi, 1987-1990), interpretato da Nigel Davenport.
- Vanessa Andenberg (28 episodi, 1987-1990), interpretata da Lana Morris.
- Laura Wilde (26 episodi, 1989-1990), interpretata da Kate O'Mara.
- Emma Neesome (22 episodi, 1987-1989), interpretata da Sian Webber.
- Davy Malik (17 episodi, 1985-1986), interpretato da Kulvinder Ghir.
- Orrin Hudson (16 episodi, 1989-1990), interpretato da Jeff Harding.
- Claude Dupont (16 episodi, 1985-1986), interpretato da Malcolm Jamieson.
- David Lloyd (15 episodi, 1985-1987), interpretato da Bruce Bould.
- Amanda Parker (12 episodi, 1987), interpretata da Francesca Gonshaw.
- James Brooke (12 episodi, 1989), interpretato da Andrew Bicknell.
- Anna Lee (12 episodi, 1987), interpretata da Sarah Lam.
- Jenny Richards (12 episodi, 1990), interpretata da Charmian Gradwell.
- Michael Hanley (12 episodi, 1987-1988), interpretato da Michael Loney.

## Produzione
La serie, ideata da Gerard Glaister e Allan Prior, fu prodotta da British Broadcasting Corporation e girata in Inghilterra, a Gibilterra (sesta stagione), nelle Channel Islands (quarta stagione) e a Malta (quinta stagione). Le musiche furono composte da Simon May.

### Registi
Tra i registi sono accreditati:
- Tristan DeVere Cole in 9 episodi (1985-1988)
- Sarah Hellings in 9 episodi (1985-1986)
- Robert Reed in 8 episodi (1989-1990)
- Peter Rose in 7 episodi (1989-1990)
- Michael E. Briant in 6 episodi (1987)
- Jeremy Summers in 6 episodi (1989-1990)
- Pennant Roberts in 5 episodi (1985)
- Keith Washington in 5 episodi (1986)
- Alister Hallum in 5 episodi (1988)
- Frank W. Smith in 4 episodi (1987)
- Matthew Robinson in 3 episodi (1987)
- Graeme Harper in 3 episodi (1988)
- Roger Jenkins in 3 episodi (1988)
- Marcus D.F. White in 3 episodi (1990)
- David Penn in 2 episodi (1989)

### Sceneggiatori
Tra gli sceneggiatori sono accreditati:
- Raymond Thompson in 25 episodi (1985-1990)
- Douglas Watkinson in 12 episodi (1987-1989)
- Mervyn Haisman in 12 episodi (1988-1990)
- Jeremy Burnham in 7 episodi (1986-1987)
- Anthony Osborn in 6 episodi (1987-1988)
- Jill Hyem in 5 episodi (1985)
- Lionel Goldstein in 4 episodi (1986)
- Arthur Schmidt in 3 episodi (1985-1986)
- Christopher Green in 2 episodi (1989)
- Tom Needham in 2 episodi (1990)
- Gerard Glaister in un episodio (1985)
- Allan Prior in un episodio (1985)

## Distribuzione
La serie fu trasmessa nel Regno Unito dal 1º settembre 1985 al 25 novembre 1990 sulla rete televisiva BBC One. È stata distribuita anche in Spagna con il titolo La ruta de Howard.

## Episodi
| Stagione         | Episodi | Prima TV Regno Unito |
| ---------------- | ------- | -------------------- |
| Prima stagione   | 13      | 1985                 |
| Seconda stagione | 13      | 1986                 |
| Terza stagione   | 13      | 1987                 |
| Quarta stagione  | 13      | 1988                 |
| Quinta stagione  | 13      | 1989                 |
| Sesta stagione   | 13      | 1990                 |